# CODASYL
CODASYL (англ. COnference on DAta SYstems Languages — Конференція по мовам систем обробки даних) — організація (назва вимовляється «кодасіл»), що брала активну участь у еволюції інформаційних технологій у 60-80-і роки XX століття. Була заснована у 1959 році для розробки стандартних мов програмування, які можуть бути використані на різних комп'ютерах. Її зусиллями була розроблена мова COBOL та інші стандарти. Учасниками CODASYL були представники промисловості та влади, що займалися обробкою даних. Вони ставили собі за мету сприяння більш ефективному аналізу, проектуванню та впровадженню систем обробки даних. Організація видавала специфікації на різних мовах протягом багатьох років, використовуючи для їх формальної стандартизації офіційні органи стандартизації (ISO, ANSI або їх попередників).
CODASYL також відомий як назва мережевої моделі даних або як назва незалежної розробки ієрархічної БД фірми North American Rockwell.
CODASYL закріпився за мережевою моделлю даних завдяки публікації у 1969 році однією з робочих груп CODASYL — Data Base Task Group (DBTG) специфікацій розширення COBOL для обробки баз даних. Ця специфікація, насправді, визначала декілька окремих мов: мова опису даних (Data Definition Language — DDL) для визначення схеми бази даних і мова маніпулювання даними (Data Manipulation Language– DML), яка використовувалась для вибору, вставки, видалення і оновлення даних в базі даних. Хоча робота була зосереджена на COBOL, почала з'являтися ідея незалежної мови баз даних, що отримала розвиток завдяки пропагандистській компанії IBM, яка просувала свою розробку — PL/I (англ. Programming Language One) як заміну COBOL.

## Історія
У 1971 році, в основному у відповідь на потребу в незалежній мові програмування, робота над специфікаціями була реформована: подальшу розробку мови опису даних DDL продовжив Комітет DDL, а специфікації мови маніпулювання даними DML почав розробляти Комітет мови COBOL. Цей розкол мав сумні наслідки. Цим двом групам ніколи не вдавалося синхронізувати їх специфікації, в результаті чого незалежні виробники самостійно латали відмінності. Неминучим наслідком цього стала відсутність сумісності між реалізаціями розроблених специфікацій.
Ряд постачальників реалізовували свої системи баз даних відповідно специфікації Data Base Task Group (DBTG) тільки приблизно: найвідоміші реалізації були Integrated Data Store (IDS/2), CA IDMS (Integrated Database Management System) — що стала основною мережевою базою даних даних для мейнфреймів, DMS-1100 для мейнфреймів UNIVAC 1100 компанії UNIVAC та DBMS32 компанії DEC.
ISO, ANSI прийняті специфікації мережевої бази даних CODASYL під назвою Network Database Language (NDL), роботи над якою проходили в рамках однієї і тієї ж робочої групи (X3H2), що займається стандартизацією SQL. Стандарт ISO для NDL був затверджений як стандарт ISO 8907: 1987, але, так як він ніколи не мав ніякого практичного впливу на реалізації у кінцевих продуктах, він був офіційно знятий у 1998 році.
Інтрес до CODASYL поступово згас через зростання популярності реляційної моделі даних.
На даний час конференція CODASYL розформована, архів конференції переданий Інституту імені Чарльза Беббіджа.